# Elasmostethus minor
Elasmostethus minor (лат.) — вид клопов из семейства древесных щитников. Распространён в Восточной и Центральной Европе. Длина тела 9—12 мм. Питаются на различных жимолостных, в частности на жимолости настоящей, а также на ольхе и клёне.